# Dizel
Dizel, smjesa različitih ugljikovodika rabljena kao tekuće gorivo za Dieselove motore. Brodski Dieselovi motori mogu se razlikovati po toj specifikaciji.

## Pojam i osobine
Dizel je dobio naziv po njemačkom izumitelju Rudolfu Dieselu koji je izumio Dieselov motor. Biodizel, iako kemijski različit, pod određenim je uvjetima pogodan kao gorivo za normalan rad Dieselova motora.
Dizel se može skladištiti za razervne potrebe u plastičnim posudama za razliku od benzina.
Od benzina se razaznaje po svojoj zelenoj ili plavoj boji, a može se osjetiti i razaznati njuhom.

## Cetanski broj i cetanski indeks
U cilindar Dieselova motora zrak se usisava, komprimira, tlak i temperatura mu rastu, a malo prije GMT-a u taj se vrući zrak ubrizgava gorivo koje se odmah pali zbog visoke temperature zraka. Odatle proizlazi i osnovni zahtjev na goriva za Dieselove motore: ona se moraju upaliti lako i sa što manjim zakašnjenjem, odnosno moraju biti sklona samozapaljenju. Ta se sklonost iskazuje cetanskim brojem koji se određuje ispitivanjem u laboratorijskom motoru po normiranoj metodi. Što je gorivo sklonije samozapaljenju, to mu je cetanski broj veći.
Drugi pokazatelj samozapaljenja je cetanski indeks. On se računa na temelju gustoće goriva i točaka na krivulju destilacije. U usporedbi s izmjerenim cetanskim brojem, na cetanski indeks ne utječu dodaci za poboljšanje zapaljenja.

## Ponašanje na hladnoći, filtrabilnost
Zbog utjecaja na svojstva dizelskog goriva zimi se, pri niskim temperaturama, dizelu dodaje veći udio kerozina.
Pri niskim temperaturama u dizelskom gorivu dolazi do izlučivanja kristala parafina zbog čega se začepe cijevi za dovod goriva i filtri. Kod nepovoljna sastava goriva ova pojava nastupa već kod približno 0 °C ili čak i više. Zbog toga se u dizelska goriva za zimske uvjete u rafineriji dodaju dodaci koji poboljšavaju tečenje. Oni doduše ne sprečavaju u potpunosti nastanak kristala parafina, ali jako ograničavaju njihov rast. Takvi su kristalići toliko sitni da prolaze kroz pore u filtru. Drugi dodaci djeluju tako da kristaliće jednoliko raspršuju u gorivu da se ne gomilaju na jednom mjestu. Time se još snižava najniža temperatura kod koje gorivo još protječe kroz filtar.
U prodaji su i posebni dodaci koji smanjuju opasnost od izlučivanja parafina. Ranije se za poboljšanje tečenja kod niskih temperatura dizelskom gorivu dodavao normalni benzin u omjeru od 30 % ili motorni petrolej u omjeru od 60 %. Kod današnjih goriva to više nije potrebno pa to proizvođači motora ne preporučuju.

## Plamište
Plamište je temperatura kod koje goriva tekućina ispušta u okolni zrak upravo toliko para da iznad tekućine nastaje goriva smjesa koja se može upaliti stranim izvorom zapaljenja. Da bi se osigurala dovoljna sigurnost kod transporta i skladištenje, dizelsko gorivo mora odgovarati zahtjevima opasnosti razreda A III (plamište iznad 55 °C). Dodatkom benzina od niti 3 % plamište se smanjuje toliko da pada na razinu sobne temperature.
Dizel detonira znatno slabije od benzina jer je poput ulja, teži je i manje isparava.

## Viskoznost
Premala viskoznost dovodi do propuštanja u pumpi za ubrizgavanje i zbog toga do smanjenja snage. Prevelika viskoznost pak pogoršava raspršivanje goriva i time pogoršava izgaranje. Zbog toga viskoznost treba biti u što je moguće užim granicama.

## Mazivost
Hidrodinamička mazivost dizelskog goriva je manje značajna od mazivosti u prijelaznom području mješovitog trenja. Smanjivanje sadržaja sumpora u gorivu, radi smanjivanja čađe u ispušnim plinovima, dovodi do smanjvanja mazivosti i time do ozbiljnih problema u pumpama za ubrizgavanje. Ako sadržaj sumpora padne ispod 500 ppm (mg/kg), gorivu se dodaje aditiv za poboljšanje mazivosti.

## Sadržaj sumpora
Sadržaj sumpora u dizelskom gorivu ovisi o kvaliteti sirove nafte i o kvaliteti rafinerijskog postupka. Sumpor iz goriva izgara u SO2 koji otapanjem u vodi u zraku stvara kiselinu. U ispušnim plinovima motora sumpor povećava emisiju čestica, emisiju CH, NOx i CO te dovodi do bržeg zapunjenja katalizatora. Za buduće uređaje za pročišćavanje ispušnih plinova (Euro 5) sadržaj sumpora u gorivu će morati biti manji od 10 ppm (mg/kg).

## Aditivi
Dodaci za poboljšanje točno određenih svojstava su vrlo važni kod dizelskih goriva. Obično se radi o unaprijed smiješanim kombinacijama čime se postiže višestruko djelovanje.
Koncentracija aditiva u pravilu je manja od 0,1 %, tako da ne utječe na fizikalna svojstva goriva kao što su gustoća, viskoznost i tok destilacije. Ti dodaci poboljšavaju tečenje goriva, zapaljenje, osiguravaju čišćenje i smanjuju stvaranje pjene u gorivu te na taj način olakšavaju punjenje spremnika gorivom.

## Proizvodne vrste u Hrvatskoj
Obični i plavi dizel potpuno su isti po sastavu, samo se razlikuju u boji jer se na obični plaća PDV, a plavi je oslobođen poreza.
- dizel (DG)
- eurodizel (DG EURO)
- Euro Diesel BS (besumporni)
- plavi dizel (DG PLAVI).